# 猎头 (1982年电影)
《猎头》（英語：The Head Hunter），是1982年上映的一部香港悲剧爱情片，由刘成汉執導，周润发、关之琳、陈欣健主演。

## 剧情
越南战争之后的男子阮力来到英属香港谋生，阮力爱上了琳，但是阮力走不出战争的阴影，最终成了一幕悲剧。

## 演出
| 演员   | 角色   | 备注 |
| 周润发 | 阮力   |      |
| 关之琳 | 佩琳   |      |
| 陈欣健 | 金大虎 |      |
| 黄锦燊 |        |      |
| 柯俊雄 | 柯永富 |      |